# Valencia letourneuxi
Valencia letourneuxi ist ein kleiner Süßwasserfisch, der in Süßgewässern und im Brackwasser in Albanien und im westlichen Griechenland vorkommt. Nachgewiesene Bestände gibt es im albanischen Butrintsee und im Flussgebiet des Alfios auf der westlichen Peloponnes. Auf Korfu und Lefkas sind sie möglicherweise inzwischen ausgestorben.

## Merkmale
Valencia letourneuxi erreicht eine Körperlänge von 8 cm, hat einen gedrungenen, seitlich leicht abgeflachten Körper mit flacher Kopf- und Rückenpartie und wird maximal 4 Jahre alt. Männchen sind bläulich bis grau, zeigen auf den Körperseiten einen bis 14 dunkle Bänder, die schmaler oder genau so breit sind wie die hellen Zwischenräume, und irisierende Punkte. Die Schwanzflosse ist transparent oder bläulich, mit zwei bis vier vertikalen Punktreihen und einem dunklen Hinterrand. Rücken- und Afterflosse reichen nicht bis zur Schwanzflosse. Weibchen sind hellbraun, hellgelb bis weißlich, ohne Schulterfleck und haben transparente Flossen.
- Flossenformel: Dorsale 10–11, Anale 11, Pectorale 12–14.
- Schuppenformel: mLR 28–30.

## Lebensweise
Valencia letourneuxi lebt in stehenden und langsam fließenden, in den meisten Fällen stark bewachsenen Gewässern und ernährt sich von kleinen Wirbellosen, vor allem von Insekten und Zuckmückenlarven. Die Fische leben normalerweise im Süßwasser, haben aber eine hohe Salztoleranz und überstanden bei Laborversuchen eine Salinität von 4,6 %.

## Gefährdung
Die Art ist durch Habitatzerstörung, Gewässerverschmutzung und eingeführte Nahrungskonkurrenten, vor allem Gambusia holbrooki, bedroht. Die IUCN führt Valencia letourneuxi als „Critically Endangered“ (vom Aussterben bedroht). 